# NGC 4861

NGC 4861

NGC 4861，也称为 Arp 266，是位于猎犬座的一个星系，它由威廉·赫歇尔于1785年5月1日发现。
对NGC 4861的形态学分类比较困难。它的质量、大小和旋转速度与螺旋星系一致。 然而，由于其高度的不规则形状，它可以被归类为矮不规则星系。事实上，由于矮星系质量较小，具有较低的 引力势，其中的气体和其他物质可以移动得更快，使得星系成为一种特殊的星暴星系，称为蓝致密矮星系。